# Lợn Hương
Lợn Hương là giống lợn được nuôi phổ biến ở các huyện biên giới Việt Nam – Trung Quốc thuộc tỉnh Cao Bằng gồm Bảo Lạc, Bảo Lâm, Hạ Lang… Đây là một nguồn gen quý, được bảo tồn ở Việt Nam từ năm 2008 và ngày càng phát triển về số lượng ở Cao Bằng.